# صلیب پرواز ممتاز (ایالات متحده)
صلیب پرواز ممتاز یک نشان نظامی مربوط به نیروهای مسلح ایالات متحده آمریکا است، که برای نخستین بار در سال ۱۹۲۶ به ده نفر از هوانوردان نیروی هوایی ایالات متحده اهدا شد.
این نشان، در دکوراسیون نیروهای نظامی قرار می‌گیرد.